# Parafia Zaśnięcia Najświętszej Maryi Panny w Humaniu
Parafia Zaśnięcia Najświętszej Maryi Panny w Humaniu – parafia rzymskokatolicka w Humaniu, w obwodzie czerkaskim Ukrainy.
Pierwszy drewniany kościół powstał w 1748 roku, zaś w latach 1780-1825 wybudowano murowaną świątynię. Od 1935 kościół pozostaje nieczynny kultowo. Obecna parafia erygowana została 3 października 1991, nabożeństwa odbywają się w kaplicy powstałej z zaadaptowanego na ten cel prywatnego budynku, pełniącego także funkcję plebanii.